# Louis de Pardaillan de Gondrin (1727-1757)

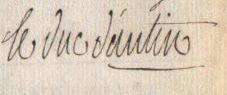
Signature du duc en 1747.

Pour les articles homonymes, voir Louis de Pardaillan de Gondrin.
Louis de Pardaillan de Gondrin, troisième duc d'Antin, est né le 15 février 1727 à Paris et fut baptisé dans la chapelle royale du château de Versailles par le cardinal de Rohan, grand aumônier de France. Il est mort à Brême en Allemagne en 1757.

## Biographie
Son père était Louis de Pardaillan de Gondrin (1707-1743), deuxième duc d'Antin, et sa mère Françoise-Gilonne de Montmorency-Luxembourg, fille puînée de Charles-François-Frédéric de Montmorency, duc de Luxembourg.
Le 20 août 1745 il devient mestre de camp du régiment de Picardie.